# Kieron Dyer
Kieron Courtney Dyer  (Ipswich, 1978. december 29. –) visszavonult angol válogatott labdarúgó, utolsó klubja a Middlesbrough FC volt.